# Uzieir Abduramanow
Uzieir Abduramanowicz Abduramanow (ros. Узеир Абдураманович Абдураманов, tatar. Üzeir Abduramanov; ur. 25 marca 1916 we wsi Kaszyk-Degirmen w guberni taurydzkiej (obecnie Nowoandrijiwka), zm. 19 stycznia 1992 w Nawoi) – radziecki wojskowy, Bohater Związku Radzieckiego (1944).

## Życiorys
Urodził się w chłopskiej rodzinie krymskich Tatarów. Po ukończeniu szkoły pracował w Symferopolu.
Od 1939 służył w Armii Czerwonej, od 1941 walczył w wojnie z Niemcami. Jako dowódca oddziału 321. samodzielnego batalionu inżynieryjnego 65. Armii w składzie Frontu Centralnego w stopniu starszyny we wrześniu 1943 wyróżnił się podczas forsowania rzeki Soż w obwodzie homelskim. W kwietniu 1944 jego rodzina została wysłana do Środkowej Azji, a po wojnie on sam został zdemobilizowany i również zesłany do Uzbekistanu. Pomimo to pozostał Bohaterem Związku Radzieckiego. Mieszkał w Nawoiu, gdzie zmarł i został pochowany.

## Odznaczenia
- Złota Gwiazda Bohatera Związku Radzieckiego (15 stycznia 1944)
- Order Lenina (15 stycznia 1944)
- Order Wojny Ojczyźnianej I klasy (1985)
- Medal „Za Odwagę”

I medale.